# Jacques-Léopold de la Tour d'Auvergne
Jacques Leopold de la Tour d'Auvergne (1746 - 3 mei 1802) was de laatste hertog van Bouillon vanaf 1772 tot zijn dood. 
Hij was een zoon van Godfried Karel de la Tour d'Auvergne en Louise de Marsan. Jacques huwde met Maria Hedwig (1748-1801), een dochter van Constantijn van Hessen-Rheinfels-Rotenburg in 1766. De regeerperiode van Jacques werd gekenmerkt door de Franse Revolutie en de Republiek van Bouillon. De hertog overleed zonder nageslacht.